# 照強翔輝
照強翔輝，(1995年1月17日-）原名福岡翔輝，日本兵庫縣三原郡三原町出身的前大相撲力士(出生地洲本市），身高169cm、體重111kg、血型O型。最高位置是西前頭3枚目（2020年9月場所）。所屬的相撲部屋是伊勢濱部屋，他以在賽前儀式中投擲大量凈化鹽而聞名。

## 早年生活
福岡出生在1995年1月17日，就在阪神大地震襲擊兵庫縣15小時後。正因為如此，他小時候經常被同學們稱為「地震男孩」。出生在這樣的日子里，他總是覺得他需要用自己的生命做一些偉大而獨特的事情。在小學一年級時，他學習柔道。在他上小學三年級時，他的父母離婚了，並決定保留他父親的姓氏福岡，而不是他母親的婚前姓氏菊井。由於離婚，他經常更接近他的祖父，他是一個狂熱的相撲迷，並把這個傳給了福岡。在他的第四年，他參加當地的相撲比賽，獲得第二名。這將使他加入當地的相撲俱樂部進行訓練。當他上初中時，他已經在全國錦標賽上進入了最好的十六名。福岡不是一個好學生，出勤率問題很大，一年就缺席了三十多天的，儘管他仍然經常參加相撲俱樂部的練習。由於他對學校的厭惡，以及他的俱樂部教練與伊勢賀濱部屋親方有聯繫，他決定在十五歲初中後加入伊勢濱部屋。

## 生涯
他於2010年3月與輝大士和隆之勝伸明等人一起首次亮相。因為他只有167釐米高，體重89公斤，他最初沒有通過體檢，但在進行第二次體檢後通過。他的親方給他起了四股名照強，意思是“一道強光”，希望他成為神戶地震倖存者的希望之光。儘管他的體型很小，但他還是會快速完成兩個最低的序之口和序二段級別。他在三段目部門遇到他的第一個障礙，發佈他的第一個負越的記錄。他將在這裡度過一年的記錄，然後在2012年3月首次亮相幕下。他最初在三丹梅和幕下之間掙扎了一年，然後成為三段目的中流砥柱。從2013年1月到2016年11月，他一直保持這種狀態三年，直到2012年（平成24年）3月場所晉級幕下，當他在幕下9枚目以7-0優勝為他自動晉陞到十兩和關取的地位。他在2017年1月首次亮相十兩，在十兩一年後只取得了兩次勝越，然後在11月場所的災難性4-11記錄將他送回幕下。2018年1月，在幕下筆頭的比賽中，他將以4-3的比分，並立即重新晉級到十兩。他在十兩的第二次經歷遠遠好於他的第一次。他在連續五次勝越後，在2019年1月獲得了8-7的結果(十兩筆頭)，使他晉陞為幕內級力士。
像他在其他級別的比賽一樣，照強最初兩次幕內級別比賽也是負越，但他在2019年7月場所以幕尻(西前頭16枚目)身份第一次勝越(12勝3敗，並得第一次敢鬥賞)。
在2022年11月場所中他15天比賽完敗，這是自1991年7月場所以來未有的情況。
2024年3月18日宣佈引退，他表示由於糖尿病的影響，他無法令人滿意地訓練，這是他退役的原因。斷髮式定於6月23日舉行。

## 戰鬥風格
雖然身材矮小，但他不像其他小兵力士試圖迴避或拉低對手，更喜歡直接的進攻。照強的不尋常之處在於，他更喜歡用手握住對手的兜襠布(腹部正下方的前部)，並且以很少見的技術而聞名。他的得意技是右前褌、寄り、投げ、突き落とし。